# Волинський коледж Національного університету харчових технологій
Відокремлений структурний підрозділ «Волинський фаховий коледж Національного університету харчових технологій» (ВоФК НУХТ) — державний навчальний заклад, який входить у структуру Національного університету харчових технологій.

## Загальна інформація
Свою історію Відокремлений структурний підрозділ «Волинський фаховий коледж Національного університету харчових технологій» починає від Луцького колегіуму, заснованого у 1608 році, який був одним із перших вищих навчальних закладів середньовічної Європи. Тут вивчали латинську, грецьку, польську і церковнослов'янську мови, риторику, поетику, граматику, філософію, богослов'я, історію, географію, природничі науки. Значну увагу приділяли музиці, хоровому співу, розвитку салонних манер, різних зовнішніх ознак освіченості, вмінню виголошувати промови.
Колегіум славився багатою бібліотекою старовинних книг, театральними виставами, які часто влаштовували як студенти своїми силами, так і заїжджі артисти. У Луцьку навчалась навіть молодь зі Львова, Острога і Києва, бо тут викладали краще і безкоштовно. У колегіумі працювали відомі діячі: Бартоломій Навроцький — письменник, теоретик мови, Андреас Гашель — видатний проповідник, вчитель Богдана Хмельницького і посередник в польсько-козацьких переговорах, Адам Станіслав Нарушевич — польський поет та історик.
Сьогодні Волинський коледж Національного університету харчових технологій — це вищий навчальний заклад, у якому функціонує 39 сучасно обладнаних навчальних кабінетів, 15 лабораторій, 6 виробничих майстерень, спортивна та актова зали, навчальні: бар, кафе, ресторан, хостел, банк; навчально-тренувальна фірма «Волинь», навчально-туристична фірма, музей, медичний пункт, їдальня, студентський гуртожиток.
У коледжі функціонує локальна та глобальна мережа Інтернет, в яку об'єднано більш як 200 персональних комп'ютерів. Для підвищення якості підготовки фахівців, інтеграції навчального процесу з виробництвом студенти проходять навчальну і виробничу практику на провідних підприємствах харчової промисловості, закладах готельно-ресторанного типу, туристичних фірмах, у банківських установах, страхових компаніях, рекламних агенціях.
Педагогічний колектив навчального закладу нараховує 103 працівники, з них: 2 — заслужені працівники освіти України, 2 — доценти, 10 — кандидатів наук, 48 викладачів вищої категорії, 15 викладачів-методистів, 13 старших викладачів, 19 викладачів нагороджені нагрудним знаком МОН України «Відмінник освіти України», 2 — нагрудним знаком МОН України «Василь Сухомлинський», 2 викладачі нагороджені нагрудним знаком МОН України «За наукові та освітні досягнення», 4 викладачі — нагрудним знаком МОН України «А. С. Макаренко».
Коледж відроджує кращі традиції Луцького колегіуму. Як і 400 років тому тут навчають висококваліфікованих фахівців, затребуваних на ринку праці. В навчальному закладі здійснюють підготовку фахівців за двома освітньо-кваліфікаційними рівнями: кваліфікований робітник та молодший спеціаліст — з 10 професій та 8 спеціальностей для сфери обслуговування, харчової, легкої та інших галузей народного господарства. Основу освітньої програми підготовки молодших спеціалістів та кваліфікованих робітників складають дисципліни гуманітарного, природничо-математичного, професійного циклів та практичної підготовки. Поряд із нормативними дисциплінами студенти вивчають і вибіркові, що забезпечує гнучкість та поглиблену професійну підготовку фахівців. Як факультативні заняття у коледжі викладаються хореографія, риторика, польська мова. Студенти та викладачі беруть участь у міжнародних конференціях, проходять стажування та підтримують професійні зв'язки з провідними коледжами Польщі, набуваючи досвіду та удосконалюючи знання з іноземних мов.
Сходинки розвитку, якими рухався коледж, це історія, яку впродовж років, з покоління в покоління творили його працівники учні та студенти. Унікальність закладу в тому, що тут не бояться змін, рухаються в ногу з часом, сміливо і впевнено дивляться у майбутнє, бо мають плани і задуми, які потрібно втілити, але разом з тим трепетно і шанобливо ставляться до своєї історії, традицій, не лише оберігаючи їх, а й примножуючи.
За час, що минув, коледж реорганізовувався, змінювалися його профілі і назви, але ніколи навчальний заклад не переривав свою діяльність з підготовки висококваліфікованих фахівців.

## Віхи розвитку

### 1966—1970 роки— Міське професійно-технічне училище №59м. Луцька
Новітня історія закладу розпочинається відкриттям у 1966 році в місті Луцьку професійно-технічного училища № 59 для підготовки масових професій металістів. Рішенням виконкому Волинської обласної ради депутатів трудящих від 25 грудня 1965 року № 737 будинок колишніх келій монастиря єзуїтів передається для організації нового професійно-технічного училища № 59 з підготовки масових професій металістів. Першим директором училища був призначений інженер-конструктор Луцького автомобільного заводу Аскольд Олександрович Савін. І 1 вересня 1966 року училище гостинно відчиняє двері для перших учнів, які прийшли здобувати професії токаря, слюсаря механоскладальних робіт, слюсарів-ремонтників.

### 1970—1984 роки— Луцьке міське професійно-технічне училище №6
Згідно з наказом Волинського обласного управління професійно-технічної освіти від 3 січня 1970 року № 1 навчальний заклад перейменовується в Луцьке міське професійно-технічне училище № 6. Училище надає професійну підготовку з наданням середньої освіти. У Луцьку починає працювати завод із пластмасових виробів і училище готує фахівців «Пресувальник виробів із пластмас». Учні поглиблено вивчають діючі машини і механізми, створюють моделі, які отримують визнання спеціалістів. У 1971 році училище відзначено бронзовою медаллю ВДНГ СРСР.
З 1970 року інженерно-педагогічний колектив Луцького міського професійно-технічного училища № 6 очолює Андрій Пилипович Смолінчук, який багато зусиль доклав до створення матеріально-технічної бази, за його сприяння були створені і обладнані кабінети загальноосвітніх і технічних дисциплін. 1981 року на посаду директора училища призначена Галина Борисівна Хомік, відмінник народної освіти УРСР.

### 1984—1993 роки— Середнє професійно-технічне училище №6м. Луцька
Цей період знаменний тим, що навчальний заклад іменується Середнім професійно-технічним училищем № 6 м. Луцька. Відкриваються нові професії: «Швачка-вишивальниця», «Електромонтер» з ремонту і обслуговуванню електрообладнання", "Радіомеханік, «Електромеханік». Цей важливий відрізок шляху становлення і розвитку навчальний заклад пройшов під мудрим керівництвом Тарасенка Миколи Івановича.

### 1993—1999 роки— Професійно-технічне училище №6м. Луцька
Дев'яності роки знаменували наступну віху розвитку — надання закладу статусу вищого професійно-технічного училища. Справжнє піднесення училища пов'язано з іменем Заслуженого працівника освіти України Корчука Ігоря Васильовича, який очолює навчальний заклад із 1993 року і до сьогодні. Під його керівництвом професійно-технічне училище № 6 м. Луцька пройшло різні етапи свого становлення та функціонує як багатопрофільний професійно-технічний заклад, що готує робітників у сфері легкої промисловості, ремонту побутової радіоелектроніки, а також у сфері комерційної діяльності.
Зі стін закладу в ці роки виходять у світ висококваліфіковані фахівці з професій: «Кравець», «Оператор комп'ютерного набору», «Агент з постачання», «Касир», «Підприємець», «Агент з туризму», «Адміністратор». На замовлення управління соціального захисту облвиконкому училище готує працівників соціальної сфери, а на замовлення Луцької взуттєвої фабрики — робітників з пошиття взуття.

### 1999—2000 роки— Вище професійно-технічне училище №6м. Луцька
Враховуючи наявність матеріально-технічної бази та високу кваліфікацію педагогічних кадрів, які володіють європейськими технологіями навчання, наказом Міністерства освіти України від 5 вересня 1999 року № 281 навчальний заклад реорганізовано у Вище професійно-технічне училище № 6. В цей період відкривається нова спеціальність з підготовки «молодшого спеціаліста» «Комерційна діяльність».
Для навчання фахівців з напряму «Економіка і підприємництво» у вересні цього ж року на базі училища створюється навчально-тренувальна фірма «Волинь», що є спрощеною моделлю діючого підприємства в комерційній діяльності. Робота навчально-тренувальної фірми здійснювалася на основі модельної форми навчання за технологіями консультативної програми «TRANSFORM» (Німеччина).
У рамках регіональної програми розвитку малого підприємництва у Волинській області на базі училища 22 грудня 2003 року відкрився регіональний бізнес-центр з надання послуг у сфері бізнесу.
У ці роки налагоджується тісна співпраця із Спілкою шкіл економічних імені Оскара Лангего м. Кельце і в училищі створюється навчально-тренувальна українсько-польська туристична фірма «Волинь-Кельце». Основними напрямами міжнародної діяльності стали спільна підготовка фахівців із зарубіжними партнерами, підвищення кваліфікаційного рівня педагогічних працівників у польських освітніх закладах, участь у міжнародних проектах. Створення такої навчальної фірми відкрило великі можливості для подальшого розвитку туризму, дало змогу учням стажуватись за кордоном.
На базі навчального закладу в 2003 році проходив регіональний ярмарок, а в 2005 році — VII Міжнародний ярмарок навчально-тренувальних фірм.

### 2006—2015 роки— Волинський технікум Національного університету харчових технологій
З метою удосконалення ступеневої освіти наказом Міністерства освіти і науки України від 10 серпня 2006 року утворено Волинський технікум НУХТ, який є відокремленим структурним підрозділом Національного університету харчових технологій. Це сприяло налагодженню тісної співпраці з кафедрами та факультетами університету, відкриттю нових оснащених кабінетів, лабораторій, створенню новітніх комплексів навчально-методичного забезпечення. У закладі відкриваються нові спеціальності: «Виробництво харчової продукції», «Фінанси і кредит», «Комерційна діяльність», «Бухгалтерський облік», «Розробка програмного забезпечення», «Обслуговування комп'ютерних систем та мереж», «Готельне обслуговування», «Туристичне обслуговування». За результатами рейтингового оцінювання діяльності 13 структурних підрозділів навчального комплексу Національного університету харчових технологій Волинський технікум виборов перше місце.
Команда Волинського технікуму НУХТ стала призером V Міжнародного конкурсу кулінарної майстерності «Екогала — 2011» (Республіка Польща), переможцем в номінації «Презентація країни» (Швеція), лауреатом регіонального конкурсу «Кращі товари та послуги Волині-2012», що відбувся у рамках щорічного Всеукраїнського конкурсу якості продукції (товарів, робіт, послуг) — «100 кращих товарів України».
З 2007 року функціонує перший в області комплекс «ЗОШ І — ІІ ст. № 24 — технологічний ліцей — Волинський технікум (нині — коледж) НУХТ». Це співробітництво посприяло організації допрофільного навчання та професійної підготовки учнів ліцею, надання випускникам профільних класів можливості вступу до коледжу на відповідні спеціальності без зовнішнього незалежного оцінювання, на основі освітньо-кваліфікаційного рівня «кваліфікований робітник».

### З листопада 2015 року— Волинський коледж Національного університету харчових технологій
Рішенням Вченої ради Національного університету харчових технологій Волинському технікуму НУХТ надано статус коледжу. Відповідно до наказу ректора Національного університету харчових технологій від 6 листопада 2015 року № 176 «Про перейменування відокремлених структурних підрозділів» навчальний заклад іменується Волинським коледжем Національного університету харчових технологій. Заклад переживає справжнє піднесення, адже новий статус — це, насамперед, покращення матеріально-технічної бази, нові підходи до кадрового забезпечення, відкриття нових спеціальностей.

## Структура та спеціальності
Сьогодні у навчальному закладі здійснюється підготовка фахівців на чотирьох відділеннях: «Харчові технології», «Економіка і підприємництво», «Інформатика та комп'ютерна техніка», «Готельно-туристичне обслуговування».
Відділення харчових технологій — одне із провідних відділень області з підготовки фахівців за освітньо-кваліфікаційним рівнем «молодший спеціаліст» із спеціальності «Харчові технології» та за освітньо-кваліфікаційним рівнем «кваліфікований робітник» із професій «Офіціант; бармен», «Кухар», «Майстер ресторанного обслуговування». Завдання відділення — підготовка високоосвічених спеціалістів для закладів ресторанного обслуговування та харчової промисловості.
Спеціальність «Харчові технології» є сьогодні найпопулярнішою як серед вступників, так і роботодавців. Випускники коледжу успішно працюють на підприємствах харчової і переробної галузей: майстрами, технологами, начальниками цехів, завідувачами лабораторій. Сьогодні підприємства ресторанного господарства на Волині особливо зацікавлені у підготовці спеціалістів, тому з 2013 року коледж почав випускати фахівців для готельно-ресторанної галузі.
Останнім часом на ринку праці все більшої популярності набувають фахівці економічного профілю. На кожному підприємстві харчової промисловості є економічні служби, тому потреба у фахівцях за освітньо-кваліфікаційним рівнем «молодший спеціаліст» із спеціальностей «Облік і оподаткування», «Фінанси, банківська справа та страхування», «Підприємництво, торгівля та біржова діяльність» зі знанням особливостей технології виробництва харчових продуктів є досить великою. За освітньо-кваліфікаційним рівнем «кваліфікований робітник» здійснюється підготовка з професій: «Касир торговельного залу; оператор комп'ютерного набору», «Касир (у банку)». Відділення «Економіки і підприємництва» готує висококваліфікованих фахівців економічного профілю з 1999 року. Створення навчально-тренувальної фірми «Волинь», в основу роботи якої була покладена модельна форма навчання за технологіями консультативної програми «TRANSFORM» (Німеччина) посприяло тому, що випускники відділення є конкурентно спроможними фахівцями, які володіють фаховими знаннями, здобували безперервну комп'ютерну підготовку протягом усього періоду навчання.
Неможливо уявити сучасне виробництво без високого рівня комп'ютеризації всіх його ділянок. Оскільки харчова промисловість, до складу якої входить десятки тисяч підприємств, є однією з провідних в Україні, то впровадження новітніх інформаційних технологій та сучасних систем управління відбувається особливо інтенсивно. Для вирішення цих завдань потрібні фахівці за освітньо-кваліфікаційним рівнем «молодший спеціаліст» із спеціальностей «Інженерія програмного забезпечення», «Комп'ютерна інженерія» та за освітньо-кваліфікаційним рівнем «кваліфікований робітник» з таких професій: «Електромеханік з ремонту і обслуговування лічильно- обчислювальних машин», «Оператор з обробки інформації та програмного забезпечення», підготовку яких здійснює відділення «Інформатики та комп'ютерної техніки». Інформаційні технології розвиваються так швидко, що не лише в Україні, але й в інших країнах світу відчувається дефіцит спеціалістів цієї галузі. Об'єктом діяльності ІТ-спеціаліста є інформаційні управляючі системи для підприємств, установ та організацій. Профіль майбутньої роботи — розроблення, впровадження та експлуатація систем, які забезпечують управління, інформаційну підтримку прийняття рішень як для окремих підрозділів, так і для підприємства в цілому.
Давні традиції, багаті природні та історико-культурні ресурси сприяють швидкому розвитку туристичної галузі Волині. Тому відділення «Готельно-туристичного обслуговування» здійснює підготовку студентів за освітньо-кваліфікаційним рівнем «молодший спеціаліст» із спеціальностей «Готельно-ресторанна справа» і «Туризм» та за освітньо-кваліфікаційним рівнем «кваліфікований робітник» з професії «Агент з організації туризму; адміністратор», які на сучасному ринку праці є вкрай потрібними. Ще під час навчання майбутні фахівці туристичної галузі організовують і проводять тематичні екскурсії: «Старе місто», «До вежі князів Чарторийських», «Стародавні храми Луцька», як для студентів коледжу, так і гостей Луцька. Сучасний ринок праці індустрії гостинності активно розвивається. Надаючи пакет послуг проживання в навчальній лабораторії «Хостел ВТ НУХТ», студенти виконують всі технологічні процеси від резервування номерів до організації виїзду гостей. У рамках співпраці з управлінням міжнародного співробітництва та туризму Луцької міської ради студенти відділення беруть активну участь у відкритті туристичного сезону в місті Луцьку.

## Конфлікт з Луцькою міською радою
У березні 2023 року студентів та викладачів «Волинського фахового коледжу Національного університету харчових технологій» хотіли виселити з приміщення на Кафедральній, 6, яке знаходиться біля Замкової площі. Мовляв, коледж заважає розвитку туризму. Адже на території закладу розміщена туристична пам'ятка, яку відреставрували за допомогою європейських партнерів.
Луцька міська рада хотіла виселити освітян, бо ті, на думку посадовців, заважали б проводити екскурсії та вести іншу діяльність в музейному просторі. Проте коледж таки не виселили з приміщення. Адміністрація закладу відкидала усі звинувачення про те, що вони заважатимуть функціонуванню музею, а згодом підписали з радою договір про співпрацю.

## Навчання та відпочинок
У Волинському коледжі НУХТ створені всі необхідні умови для здійснення навчально-виховного процесу. Створено локальну комп'ютерну мережу з підключенням до інтернету, вебсерверу коледжу.
Студенти поглиблено вивчають іноземні мови: англійську, польську, німецьку. У жовтні 2010 року укладено угоду про співпрацю з об'єднанням економічних шкіл Ряшева імені Миколая Спитка Лігензи (Республіка Польща). Згідно з угодами здійснюється обмін студентськими дилегаціями та проведення практичної підготовки студентів.
Студенти коледжу є учасниками Всеукраїнських та Міжнародних ярмарків навчально-тренувальних фірм.
У коледжі працюють гуртки: вокальні, танцювальний, художньої вишивки та спортивні секції.
Випускники коледжу можуть продовжити навчання у вищих навчальних закладах за скороченим терміном навчання.
Завдяки розвиненій матеріально-технічній базі та застосуванню в навчальному процесі інноваційних технологій, коледж випускає спеціалістів з високим рівнем знань, практичних навичок та здатністю до самостійного прийняття управлінських рішень. Випускники Волинського коледжу Національного університету харчових технологій успішно працюють на різних підприємствах харчової промисловості Волинської області, на підприємствах оптової та роздрібненої торгівлі, мають власні комерційні підприємства. Навчання у ВоК НУХТ — гарантія якісної підготовки, а також гарна перспектива працевлаштування, зумовлена заслуженим авторитетом коледжу і високою кваліфікацією його фахівців.

## Випускники
- Єлістратов Андрій Юрійович (1991—2018) — старший солдат Збройних сил України, учасник російсько-української війни.
- Махновець Віталій Іванович (1981—2014) — солдат Збройних сил України, учасник російсько-української війни.